# Thomas F. Marshall

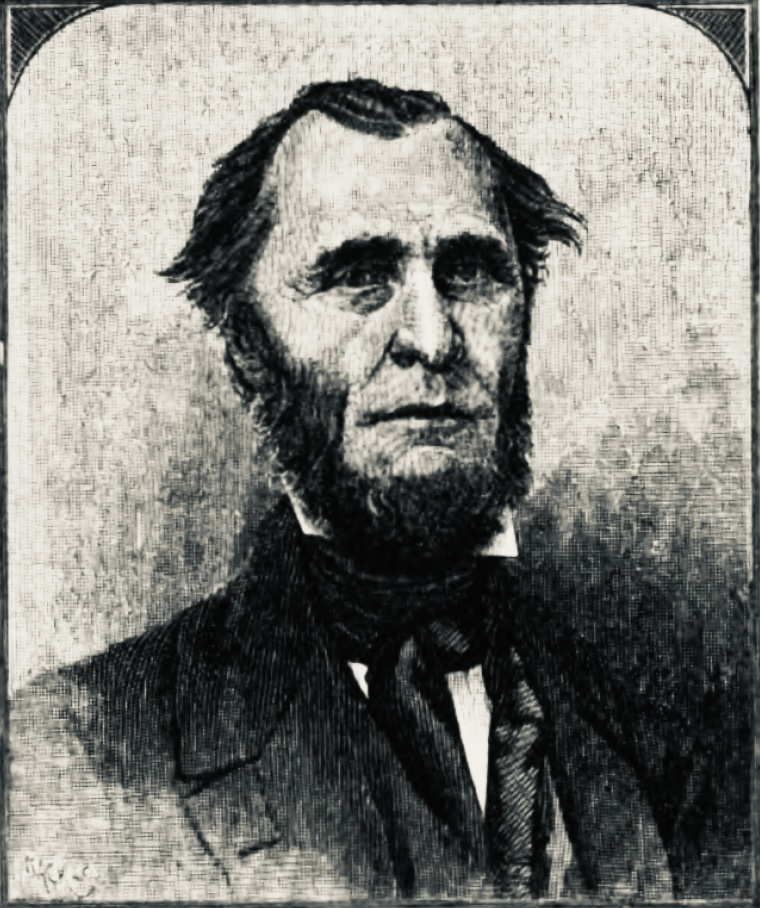
Thomas F. Marshall

Thomas Francis Marshall (* 7. Juni 1801 in Frankfort, Kentucky; † 22. September 1864 bei Versailles, Kentucky) war ein US-amerikanischer Politiker. Zwischen 1841 und 1843 vertrat er den Bundesstaat Kentucky im US-Repräsentantenhaus.

## Werdegang
Thomas Marshall war ein Neffe von John Marshall (1755–1835), der von 1799 bis 1801 Kongressabgeordneter für Virginia und von 1801 bis 1835 Oberster Bundesrichter war. Marshall erhielt eine gute Grundschulausbildung. Nach einem anschließenden Jurastudium und seiner Zulassung als Rechtsanwalt begann er ab 1828 in Versailles in diesem Beruf zu arbeiten. Im Jahr 1833 zog er nach Louisville. Gleichzeitig begann er eine politische Laufbahn.
Zwischen 1832 und 1839 war Marshall mehrfach Abgeordneter im Repräsentantenhaus von Kentucky. In den 1830er Jahren wurde er Mitglied der Whig Party. 1836 kandidierte er erstmals, aber noch erfolglos, für den Kongress. Bei den Kongresswahlen des Jahres 1840 wurde er dann im zehnten Wahlbezirk von Kentucky in das US-Repräsentantenhaus in Washington, D.C. gewählt, er am 4. März 1841 die Nachfolge von Richard Hawes antrat. Da er bei den Wahlen des Jahres 1842 dem Demokraten John W. Tibbatts unterlag, konnte er bis zum 3. März 1843 nur eine Legislaturperiode im Kongress absolvieren. Diese war von den Spannungen zwischen seiner Partei und Präsident John Tyler überschattet. Außerdem wurde über eine mögliche Annexion der seit 1836 von Mexiko unabhängigen Republik Texas diskutiert.
Während des Mexikanisch-Amerikanischen Krieges diente Marshall als Hauptmann einer aus Freiwilligen bestehenden Einheit. Nach dem Krieg setzte er seine Anwaltstätigkeit und seine politische Laufbahn fort. Im Jahr 1854 wurde er erneut in das Repräsentantenhaus von Kentucky gewählt. 1856 zog er für einige Zeit nach Chicago. Er kehrte aber bald nach Kentucky zurück, wo er bis zu seinem Tod im Jahr 1864 als Anwalt praktizierte.